# Parafia Chrystusa Króla w Krakowie (Prądnik Biały)
Parafia Chrystusa Króla w Krakowie – parafia rzymskokatolicka należąca do dekanatu Kraków-Prądnik archidiecezji krakowskiej na osiedlu Gotyk. Powstała w 2001 roku przez wyodrębnienie z parafii Pana Jezusa Dobrego Pasterza w Krakowie.
Nabożeństwa w latach 2001–2010 odbywały się w kaplicy. Od 2010 roku nabożeństwa odbywają się w nowo wybudowanym kościele parafialnym.

## Wspólnoty parafialne
- Schola parafialna
- Ruch Światło-Życie „Oaza”
- Ministranci i lektorzy
- Katecheza biblijna
- Żywy Różaniec Kobiet
- Wspólnota Margaretek
- Akademia Złotej Jesieni
- Duszpasterska Rada parafialna

## Zasięg parafii
Do parafii należą wierni z Krakowa, mieszkający przy ulicach: al. 29 Listopada od nr 169, Arsenału, Banacha, Belwederczyków, Abpa Felińskiego, Os. Gotyk, Górka Narodowa, Grabczaka, Kuźnicy Kołłątajowskiej nr parzyste 2–68, nr nieparzyste 1–29, Marczyńskiego, Ks. Meiera, Potockiego, Słomczyńskiego, Os. Szlacheckie, Witkowickiej nr 60–176, Węgrzeckiej, Warszawskiej, Urodzajnej oraz wierni z Bibic mieszkający przy ulicach: Krakowskiej, Kwiatowej i Trzecia Góra.